# شکوه باتلاق
شکوه باتلاق (نام علمی: Primula prolifera) نام یک گونه از سرده پامچال است.